# Jerzy Hyrjak
Jerzy Hyrjak (ur. 11 maja 1930, zm. 14 stycznia 2019) – polski dziennikarz i publicysta.

## Życiorys
Był autorem publikacji poświęconych problematyce politycznej i społecznej. Przez wiele lat związany był z redakcją kwartalnika Forum Myśli Wolnej. Związany był także z Towarzystwem Kultury Świeckiej. W uznaniu zasług został wyróżniony między innymi w 2004 – Krzyżem Kawalerskim Orderu Odrodzenia Polski, zaś w 2007 – Odznaką „Honoris Gratia”.

## Publikacje
- Klimaty rzeczywistości (Stowarzyszenie Twórcze Artystyczno-Literackie, Kraków, 2005; ISBN 83-88527-94-0)